# Gyalrong-Sprachen
Die Gyalrong-Sprachen - andere Schreibweisen rGyalrong, Gyarong, Jiarong, Gyarung, Chiarong, Jarong - bilden eine kleine Untereinheit der Qiang-Gyalrong-Sprachen, die zu den tibetobirmanischen Sprachen gehören, einem Primärzweig des Sinotibetischen. Die drei Gyalrong-Sprachen werden von 230.000 Menschen in Süd-China in der Provinz Sichuan gesprochen. Die größte Einzelsprache ist Gyarong mit 140.000 Sprechern. Die beiden anderen Sprachen dieser genetischen Einheit sind Lavrung und Horpa.

## Gyalrong innerhalb des Sinotibetischen
- Sinotibetisch
  - Tibetobirmanisch
    - Qiang-Gyalrong
      - Xixia-Qiang
      - Gyalrong

## Interne Klassifikation und Sprecherzahlen
- Gyalrong
  - Gyarong (rGyalrong, Gyalrong, Jiarong, Gyarung, Jarong) (140.000 Sprecher)
    - Dialektgruppe Sidaba: Caodeng = Dzatang, Shawu = Ribu, Tanpa
    - Dialektgruppe Situ: Cogtse, Barkham, Suomo = Somang, Tshakunao = Tshako, Lishan = Lixian, Shajin = Xiajin, Jinchuan, Heishui, Mawo, Maerkang
    - Dialekt Chabao = Dabang = Dazang

  - Lavrung (Guanyinqiao, Zhonzhai) (50.000)
  - Horpa (Horpa-Shangzai, Ergong, Daofu, Pawang) (40.000)

Klassifikation, Dialekte und Sprecherzahlen nach dem angegebenen Weblink.

### Gyalrong
- Guillaume Jacques: Phonologie et morphologie du Japhug (rGyalrong). Thèse de doctorat. Université Paris VII, 2004.
- Guillaume Jacques: The inverse in Japhug Rgyalrong. In: Language & Linguistics. 11, 1, 2010, S. 127–157.
- Jin Peng: Etude sur le Jyarung. Han hiue 汉学 3.3-4. 1949.
- Lin Youjing: Tense and Aspect morphology in the Zhuokeji rGyalrong verb. In: Cahiers de linguistique - Asie orientale. 32(2), 2003, S. 245–286.
- Lin Youjing: Units in Zhuokeji rGyalrong discourse; Prosody and Grammar. PhD-Thesis. University of California, Santa Barbara 2009.
- Yasuhiko Nagano: A Historical Study of the rGyarong Verb System. Seishido, 1984.
- Jackson T.-S. Sun: The irrealis category in rGyalrong. In: Language & Linguistics. 8(3), 2007, S. 797–819.
- Jackson T.-S. Sun: Verb-stem variations in Showu rGyalrong. In: Studies on Sino-Tibetan Languages. Institute of Linguistics, Academia Sinica, Taipei 2004, S. 269–296.
- Jackson T.-S. Sun: Caodeng rGyalrong. In: Graham Thurgood, Randy J. LaPolla (Hrsg.): The Sino-Tibetan Languages. Routledge, London / New York 2003, S. 490–502.
- Jackson T.-S. Sun: Stem alternations in Puxi verb inflection. In: Language & Linguistics. 1.2, 2000, S. 211–232.
- Jackson T.-S. Sun: Parallelisms in the verb morphology of Sidaba rGyalrong and Guanyinqiao in rGyalrongic. In: Language & Linguistics. 1.1, 2000, S. 161–190.

### Tibetobirmanisch
- Christopher I. Beckwith (Hrsg.): Medieval Tibeto-Burman Languages. Brill, Leiden / Boston / Köln 2002.
- Paul K. Benedict: Sino-Tibetan. A Conspectus. Cambridge University Press, 1972.
- Scott DeLancey: Sino-Tibetan Languages. In: Bernard Comrie (Hrsg.): The World's Major Languages. Oxford University Press, 1990.
- Austin Hale: Research on Tibeto-Burman Languages. Mouton, Berlin / New York / Amsterdam 1982.
- James A. Matisoff: Handbook of Proto-Tibeto-Burman. University of California Press, 2003.
- Anju Saxena (Hrsg.): Himalayan Languages. Mouton de Gruyter, Berlin / New York 2004.
- Graham Thurgood, Randy J. LaPolla: The Sino-Tibetan Languages. Routledge, London 2003.
- George Van Driem: Languages of the Himalayas. Brill, Leiden 2001.